# Léon Berben
Léon Berben (* 2. Dezember 1970 in Heerlen) ist ein niederländischer Organist und Cembalist.

## Leben
Léon Berben studierte am Koninklijk Conservatorium Den Haag sowie am Sweelinck Conservatorium in Amsterdam. Seine Lehrer waren Rienk Jiskoot, Bob van Asperen, Ton Koopman, Tini Mathot und Gustav Leonhardt.
Seit März 2000 wirkte er als Cembalist der Musica Antiqua Köln und gastierte in Europa, Asien, Nord- und Südamerika. Sein Spiel wurde durch Aufnahmen für die Deutsche Grammophon und Archiv-Produktion dokumentiert. Nach der Auflösung der Musica Antiqua im Jahr 2006 pflegt Berben das Solorepertoire, das Musik des 16. bis 18. Jahrhunderts umfasst. Seine Einspielungen bei Label Ramée und Aeolus wurden mit dem Preis der deutschen Schallplattenkritik, dem Diapason d’or und dem Choc von Le Monde de la musique ausgezeichnet. Die Aufnahmen an historischen oder rekonstruierten Instrumenten beinhalten das Gesamtwerk von Jan Pieterszoon Sweelinck für Tasteninstrumente und das gesamte Orgelwerk von Vertretern der Norddeutschen Orgelschule wie Matthias Weckmann, Melchior Schildt und Vincent Lübeck.
Berben ist Titularorganist an der gotischen Orgel von Ostönnen (um 1430) und senior organist in residence an der Hagerbeer-Orgel der Pieterskerk in Leiden (1643). Er hat historische Aufführungspraxis an der Hochschule für Musik und Theater Rostock unterrichtet. Er ist Begleiter von Concerto Melante, dem Alte-Musik-Ensemble der Berliner Philharmoniker. Neben seiner künstlerischen Tätigkeit schreibt er Fachartikel über die historische Aufführungspraxis und schrieb als Co-Autor drei Artikel für die Neuausgabe der Musikenzyklopädie Die Musik in Geschichte und Gegenwart (MGG). 

## Diskografie
- 2003: Franz Xaver Murschhauser: Prototypon Longo-Breve Organicum, König-Orgel (1738) in St. Josef Beilstein (Aeolus AE-10371)
- 2003: Sweelinck – Der Organistenmacher, Orgelwerke von H. Scheidemann, M. Schildt, P. Siefert, J. P. Sweelinck, Anonymus, Niehoff-Schumacher-Orgel (1600/1996–2000) in Saint Jacques Lüttich  (Raumklang RK 2205)
- 2004: Johann Caspar von Kerll: Orgelwerke – Toccata con il pedali in F, Aria con variazioni in d, Ricercata in cylindrum phonotacticum transferenda, Versi im 1. und 2. Ton, Scaramuza, Ciaccona in C, Battaglia, Fünf Canzonen, Passacaglia in d, Variationi Schmidt in C, Toccata im 1. Ton, Präludium im 1. Ton; Giovanni Valentini: 6 Canzoni – Canzona à 5 D-Dur „Le bon“, à 6 g-moll, à 6 d-moll, à 6 g-moll, à 6 d-moll und à 5 g-moll, an der Balthasar-König-Orgel (1715) in St. Leodegar Niederehe (Aeolus AE 10441)
- 2004: Jacob Praetorius der Jüngere: Orgelwerke  „Von allen Menschen abgewandt“, Scherer-Orgel (1624) in Tangermünde, mit Britta Schwarz, Sopran (Ramée RAM0402)
- 2005: Johann Ulrich Steigleder: Tabulatur Buch Darinnen Daß Vatter unser auff 2. 3 und 4 Stimmen Componirt und viertzig mal Varirt würd (1627) und Ricercar Tabulatura (1624), an der Arp-Schnitger-Orgel (1683) in St. Jacobi Lüdingworth (2 CD, Aeolus AE 10421)
- 2006: William Byrd: Clarifica me, Orgel (um 1521) in Oosthuizen (Ramée RAM0704)
- 2008: Juan Cabanilles: Tientos, Pasacalles y Gallardas, Arrázola-Orgel (1761) in Ataun, Spanien (Aeolus AE 10671)
- 2009: Vincent Lübeck: Organ Works, Schnitger-Orgeln in St. Jacobi Hamburg (1693) und Weener (1710) (Aeolus AE 10571)
- 2009: The St Emmeram Codex, mit Vokalensemble Stimmwerck, Orgel in Ostönnen (um 1430) (Aeolus AE 10023)
- 2010: Wilhelm Friedemann Bach: Claviermusik I, Sonaten und Fantasien, Cembalo von Keith Hill (Carus 83.346) (Note 1)
- 2010: Hans Leo Haßler: 31 Variationen „Ich gieng einmal spatieren“; Jakob Haßler, Toccata im 4. Ton, 2 Ricercare, Fantasie im 9. Ton, Canzon, Fuge im 7. Ton, Patavinus-Cembalo im Deutsches Museum München (Ramée RAM0501)
- 2010: Johann Sebastian Bach: Sämtliche Toccaten für Orgel und Cembalo BWV 910–916, BWV Anh. III 178, BWV 532, 538, 540, 564–566, Hagerbeer-Schnitger-Orgel (1646/1725) in Alkmaar / Cembalo von Keith Hill (2 CD, Ramée RAM0903)
- 2010: Johann Sebastian Bach: Fantasia & Fuge BWV 903, BWV deest, 917, 918, 922, 951a, 959, 1121, Cembalo von Keith Hill (2001) (Myrios Classics MYR001)
- 2011: Johann Sebastian Bach: Die Kunst der Fuge BWV 1080, Wagner-Orgel (1744) in Angermünde (Ramée RAM1106)
- 2014: Johann Sebastian Bach: Clavier-Übung Teil III, Treutmann-Orgel (1734/37) in Grauhof (2 CD, Ramée RAM0903)
- 2014: Wilhelm Friedemann Bach: Claviermusik II, Tafelklavier von Hubert (1787) (Carus 83.388)
- 2015: Jan Pieterszoon Sweelinck: Complete Keyboard Works, Orgel in Oosthuizen (um 1521), Scherer-Orgel (1624) Tangermünde, Niehoff-Schumacher-Orgel (1600/1996–2000) in Saint Jacques Lüttich / Cembalo Keith Hill (6 CD, Aeolus AE-11021)
- 2015: Domenico Gallo: 12 Sonate a quattro, mit Concerto Melante (2 CD, DHM 88875063252)
- 2016: Melchior Schildt: Complete Organ Works, Scherer-Orgel (1624) in Tangermünde (Aeolus AE-11121)
- 2016: Johann Sebastian Bach: Ein Musikalisches Opfer BWV 1079, Sonate für Flauto, Violino discordato und B.c. BWV 1038, mit Concerto Melante (DHM 887654466020)
- 2018: Johann Gottfried Müthel: Complete Fantasies & Choral Preludes, Volckland-Hesse-Orgel Mühlberg (1729/1823) (Aeolus AE 11131)
- 2018: Antonio de Cabezón: Tientos, diferencias y glosadas, Orgel in Ostönnen (um 1430) (Aeolus AE 11171)
- 2020: Matthias Weckmann: Complete Organ Works, Scherer-Orgel (1624) in Tangermünde / Stellwagen-Orgel (1637) in St. Jakobi Lübeck (2 CD, Aeolus AE 11261)
- 2021: Hieronymus Praetorius: Orgelwerke – „Wenn mein Stündlein vorhanden ist“, Kröger-Orgel (1650) in Langwarden / Scherer-West-Orgel (1613/2010) in Lemgo (2 CD, Aeolus AE 11311)
- 2022: Jean Titelouze: Hymnes de l’église, Villers-Carouge-Orgel (1663) der Eglise Notre-Dame Juvigny (Aeolus AE 11341)
- 2023: Anthoni van Noordt: Tabulatuurboek van Psalmen en Fantasyen. Hagerbeer-Orgel (1643) der Pieterskerk Leiden